# Russell Webb
Russell Webb es un músico de rock británico que destacó en la época del punk rock, a fines de los 70 y comienzos de los ochenta. 
Pudo haber empezado su carrera en la banda Slik, a la cual entró a comienzos de 1977 reemplazando a Jim McGinlay. Slik pasaría a ser PVC2, y ya la agrupación nombrada así adopta el estilo punk en boga en ese entonces, pero después de lanzar el sencillo "Put You In The Picture", Midge Ure, cantante de la banda, se separa en octubre de aquel año para formar parte de Rich Kids.
Los miembros restantes de PVC2 tendrían después de la partida de Ure, a un nuevo cantante llamado Willie Gardner y se cambiarían el nombre como banda a The Zones.
Luego del fracaso de los Zones, Webb se adiciona a la banda The Skids, y se pone a componer y grabar el álbum "The Absolute Game" de 1980 con sus miembros Richard Jobson, Stuart Adamson y Mike Baillie. A partir de ahí acompañaría a Jobson durante la grabación del último álbum de Skids "Joy", a la separación de la banda en 1982, y en la formación de una nueva llamada The Armoury Show.
Con The Armoury Show, grabaría el álbum "Waiting For The Floods" y unos cuantos sencillos de 1984 a 1987. En 1988 la banda se separa y tanto Webb como Jobson toman caminos distintos. Se dice que se dedicó a ser solista después de eso.
La última gran banda donde Webb pudo ser miembro fue en Public Image Ltd., cuando tuvo que reemplazar al bajista Allan Dias en 1992, haciendo las últimas giras anteriores a la pronta separación del grupo.  
Se cree que actualmente es diseñador de videojuegos.
- Datos: Q7381861